# Miles Okazaki

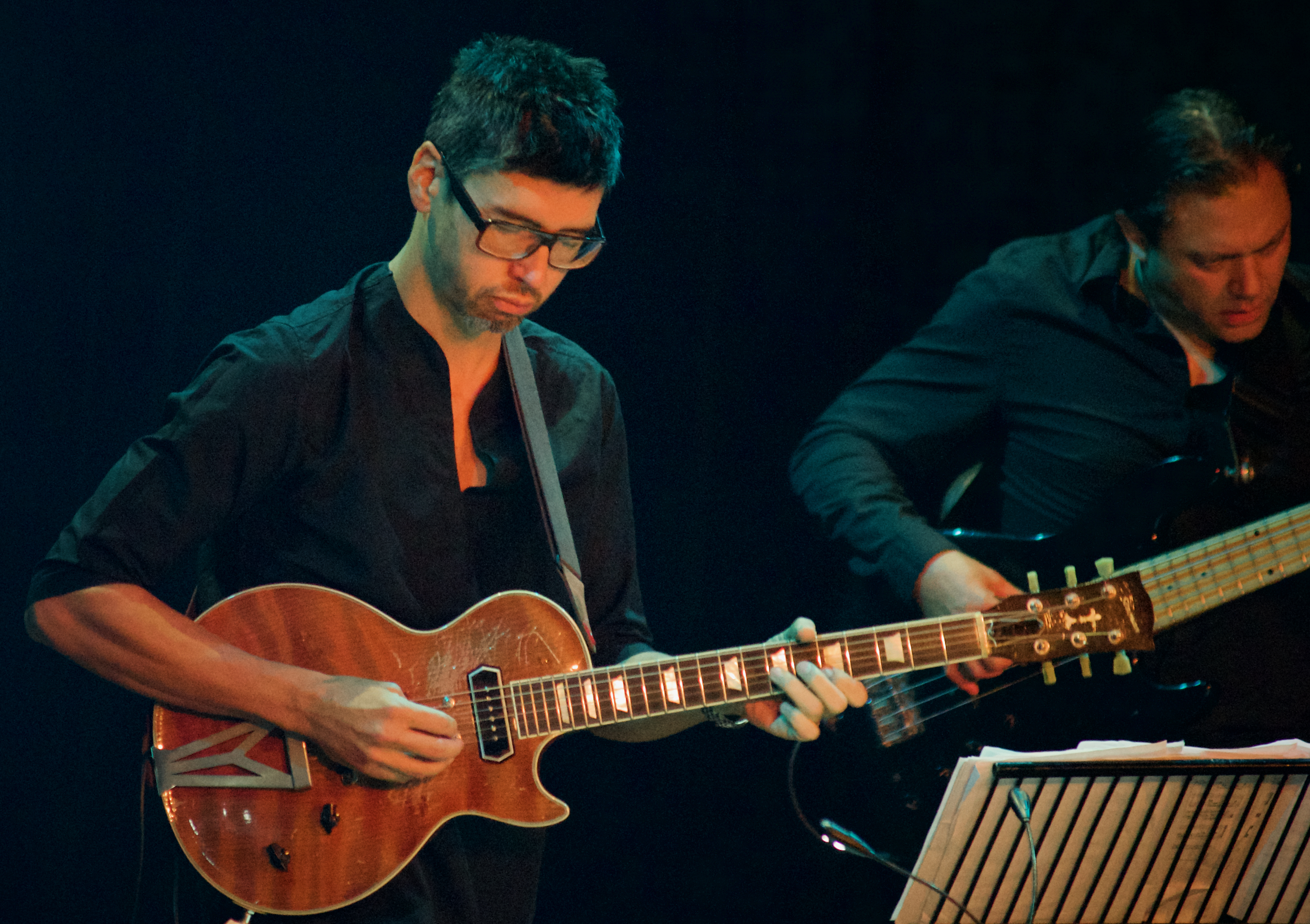
Miles Okazaki (2021)

Miles Okazaki (* 18. Dezember 1974 in Pullman, Washington) ist ein US-amerikanischer Jazzgitarrist und Komponist.

## Leben und Wirken
Okazaki wuchs in Port Townsend im Nordwesten der USA auf. Ab 1997 lebte er in New York City, wo er an der Harvard University, der Manhattan School of Music und der Juilliard School unter anderem bei Rodney Jones, Kenny Barron, Manny Albam und Anthony Davis studierte. Seitdem arbeitet er in der dortigen Jazzszene u. a. mit Stanley Turrentine, Lenny Pickett, Kenny Barron, Steve Coleman, Jonathan Finlayson, Ohad Talmor und Jane Monheit (Taking a Chance on Love, 2004). Bei der Thelonious Monk Guitar Competition war er 2005 Finalist. 
Ab Anfang der 2000er-Jahre betätigte er sich auch als Komponist für kleinere Ensembles. 2007 nahm er sein Debütalbum Mirror auf (u. a. mit Christof Knoche; in erweiterter Besetzung u. a. mit David Binney und der Vokalistin Jen Shyu entstand 2008 Generations). Bei seiner Produktion Figurations (Sunnyside, 2012) spielte er mit Miguel Zenón, Thomas Morgan und Dan Weiss. 2017 legte er das Album Trickster (Pi) vor. Ende 2018 veröffentlichte er eine 6-CD-Box, auf der er alle 70 Stücke von Thelonious Monk eingespielt hat. 2019 lieferte er mit einem Solo-Programm mit Monk-Titeln auf dem JazzFest Berlin eines der interessantesten Konzerte. Mitte 2020 erschien das Album Trickster’s Dream, das er mit Matt Mitchell (auf dessen Album Phalanx Ambassadors (2019) er zu hören war), Anthony Tidd und Sean Rickman eingespielt hatte. 2022 legte er mit seiner Gruppe Trickster das Album Thisness (Pi Recordings) vor.  
Zu hören ist Okazaki u. a. auch auf * Ohad Talmors Long Forms (2020), Amir ElSaffars The Other Shore (2021), Adam Rudolphs Resonant Bodies (2021), Jon Irabagons Rising Sun (2022),f Miguel Zenóns Golden City (2024) und auf Dan Weiss’ Unclassified Affections (2025). Er lebt in Brooklyn.